# Ghiacciaio Srebarna
Il Ghiacciaio Srebarna (in lingua bulgara: Ледник Сребърна, Lednik Srebarna) è un ghiacciaio antartico situato nell'Isola Livingston, nelle Isole Shetland Meridionali, in Antartide. È posto a est-nordest del Ghiacciaio Boyana, a sudest della testata del Ghiacciaio Macy, e a sudovest del Ghiacciaio Magura, nel settore nordorientale dei Monti Tangra.
Si estende per 2,3 km in direzione sudovest-nordest e 1,8 km in direzione nordovest-sudest. Drena la parte sudorientale del Serdica Peak e del Great Needle Peak, nel Levski Ridge, per sfociare infine nello Stretto di Bransfield tra Aytos Point e M'Kean Point.
La denominazione è stata assegnata in riferimento alla Riserva naturale di Srebărna, nella parte nordorientale della Bulgaria.

## Localizzazione
Il punto centrale del ghiacciaio è posizionato alle coordinate 62°41′25″S 60°02′20″W. Rilevazione topografica bulgara nel corso della spedizione Tangra 2004/05 e mappatura nel 2005 e 2009.

## Mappe
- L.L. Ivanov et al. Antarctica: Livingston Island and Greenwich Island, South Shetland Islands. Scale 1:100000 topographic map. Sofia: Antarctic Place-names Commission of Bulgaria, 2005.
- L.L. Ivanov.  Antarctica: Livingston Island and Greenwich, Robert, Snow and Smith Islands (JPG), su apcbg.org.. Scale 1:120000 topographic map. Troyan: Manfred Wörner Foundation, 2009. ISBN 978-954-92032-6-4